# Veerle Ingels
Pour les articles homonymes, voir Ingels.
Veerle Ingels, née le 24 décembre 1981 à Eeklo, est une coureuse cycliste belge.

## Biographie
Veerle est la sœur ainée de Nick et Kathy Ingels également coureurs et coureuses cyclistes professionnels.

## Palmarès sur route

### Championnats du monde
- 1999 Vérone
  - 8e de la course en ligne juniors
- 2000 Plouay
  - 43e de la course en ligne
- 2003 Hamilton
  - 43e de la course en ligne

### Par années
- 2003
  - 3e du championnat de Belgique sur route

### Grands tours

#### Tour d'Italie
- 2001 : 53e

## Palmarès en cyclo-cross

### Championnats du monde
- 2003 Monopoli
  - 34e de la course en ligne
- 2004 Pont-Château
  - 22e de la course en ligne
- 2005 Saint-Wendel
  - 28e de la course en ligne
- 2006 Zeddam
  - 23e de la course en ligne
- 2007 Hooglede-Gits
  - 26e de la course en ligne
- 2008 Trévise
  - 29e de la course en ligne

### Championnats nationaux
- 2003
  - 3e du championnat de Belgique de cyclo-cross
- 2005
  -  Championne de Belgique de cyclo-cross
- 2008
  - 2e du championnat de Belgique de cyclo-cross
- 2009
  - 3e du championnat de Belgique de cyclo-cross

### Par années
- 2005
  - 2e du Cyclo-cross d'Asper-Gavere
  - 3e du Koppenbergcross
- 2006
  - 3e du Cyclo-cross d'Asper-Gavere
- 2007
  - GP Région Wallone
  - 3e du Koppenbergcross
  - 3e du Scheldecross
- 2008
  - GP Région Wallone